# Helga Margrét Þorsteinsdóttir
Helga Margrét Þorsteinsdóttir (* 15. November 1991 in Reykjavík) ist eine isländische Siebenkämpferin.
2007 belegte sie bei den Jugendweltmeisterschaften in Ostrava den 5. Platz (5405 Punkte) und 2008 bei den Juniorenweltmeisterschaften in Bydgoszcz den 7. Platz (5516 Punkte). 2010 erlangte sie in der 2. Liga der Europäischen Mannschaftsmeisterschaft in Tel Aviv-Jaffa den 2. Platz (5757 Punkte) und bei den Juniorenweltmeisterschaften in Moncton den 3. Platz (5706 Punkte). 2010 nahm sie an den Europameisterschaften in Barcelona teil, beendete aber den Wettkampf nicht.
Helga Margrét Þorsteinsdóttir startete auch in Einzeldisziplinen. Bei den Spielen der kleinen Staaten von Europa belegte sie 2007 in Monaco den 2. Platz im Weitsprung (5,77 m) und 2009 in Nikosia den 2. Platz im Hochsprung (1,75 m) und dritte Plätze im Kugelstoßen (13,60 m) und im Speerwurf (48,56 m) sowie mit der 4-mal-100- und mit der 4-mal-400-Meter-Staffel. 2009 belegte sie in der 3. Liga der Europäischen Mannschaftsmeisterschaft den 2. Platz im Kugelstoßen (13,78 m), den 3. Platz mit der 4-mal-100-Meter-Staffel und den 4. Platz im Speerwurf (42,43 m).
Im Juni 2009 stellte sie mit 5878 Punkten einen isländischen Landesrekord auf. 2010 stellte sie im Hallen-Fünfkampf mit 4205 Punkten einen Landesrekord auf.